# Mulhouse (krstarica)
Mulhouse je bila četvrta i posljednja krstarica klase Magdeburg. Službu je započeo u sastavu njemačke carske mornarice, a okončao ju je u Francuskoj kojoj je pripao nakon Prvog svjetskog rata.

## Povijest
Kobilica je položena 1910. u Bremenu, dovršen je u prosincu 1912. i u operativnu uporabu primljen je kao SMS Stralsund.

### Operativna uporaba
Izbijanjem Prvog svjetskog rata, djeluje u sklopu II. izvidničke grupe. 28. kolovoza 1914. sudjeluje je u bitci kod Helgolandskog zaljeva i 24. siječnja 1915. u bitci kod Dogger Banka.
Porazom Njemačke, predan je Francuskoj kao dio ratnih reparacija. Pod novim imenom Mulhouse plovi do 1933. kada je otpisana i prodana kao staro željezo.